# خايرو موسكيرا
خايرو موسكيرا (بالإسبانية: Jairo Andrés Mosquera Mendoza)‏ هو لاعب كرة قدم كولومبي في مركز الوسط، ولد في 2 مايو 1986 في ميديلين في كولومبيا. لعب مع نادي سبارتاكس يورمالا ونادي غواراني.

## وصلات خارجية
- خايرو موسكيرا على موقع قاعدة بيانات كرة القدم.إي يو (الإنجليزية)
- خايرو موسكيرا على موقع Soccerway.com (الإنجليزية)